# Пецель
Пецель (венг. Pécel) — город в центральной части Венгрии, в медье Пешт. Население — 15 198 человек (2001).

## Расположение
Пецель находится к востоку от Будапешта, между Будапештом и городом Гёдёллё. Население города — 15198 человек, в последнее время город значительно вырос, потому что жители Будапешта стали переселяться в города, похожие на Пецель. У этих городов есть специальное название: спальный город. Это значит, что жители спальных городов работают и развлекаются в Будапеште, дома только отдыхают.

## История города
Произведённые на территории города раскопки доказали, что здесь уже жили люди несколько тысяч лет назад. Первый письменный документ появился в 14-м веке, и в этом документе название города уже упоминается. Жизнь, тогда ещё в деревне, определял текущий через всю территорию ручей Ракош. В деревне работали водяные мельницы, обеспечивающие жителей работой.

## Транспорт
Инфраструктура Пецеля стал лучшей, когда построили кольцевую трассу. Поэтому специалисты думают, что в восточном районе Будапешта начнутся инвестиции. До тех пор это не было характерно для восточного сектора, инвестиции свойственны были только в западном районе Будапешта, рядом с городом Будаорш. Поездкам жителей Пецеля в Будапешт помогает развитие пригородной железной дороги. Сегодня уже комфортабельные, оснащённые кондиционерами поезда доставляют жителей Пецеля в столицу, на работу, школьников в учебные заведения. Рядом с железной дорогой, есть возможность попасть в Будапешт автобусами двух форм:

## Образование
В городе находятся 2 начальные школы, 3 средние школы, а также известная музыкальная школа. Ученики часто выступают на концертах. Из многих близлежащих городов ученики посещают школы Пецеля, так что они всегда заполнены.

## Спортивная жизнь
В городе, как и в Венгрии, самый популярный вид спорта — это футбол. Местный футбольный клуб: Спартакус. В этом клубе дети начинают заниматься спортом, чтобы позже продолжить игру в одной из будапештских команд.

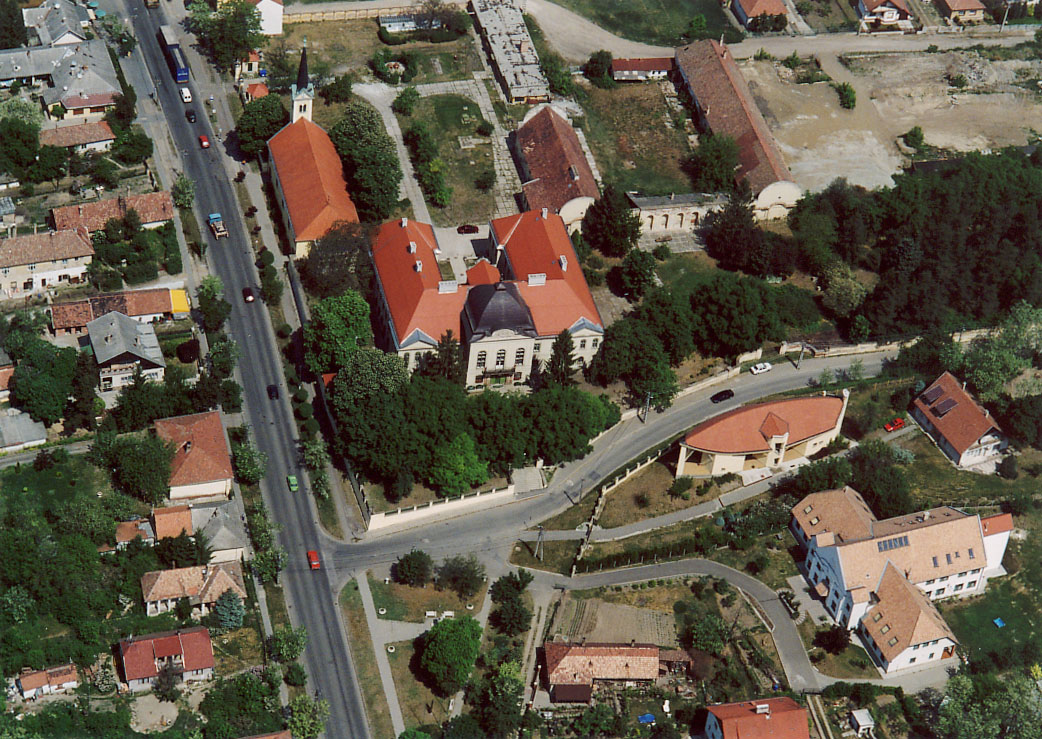
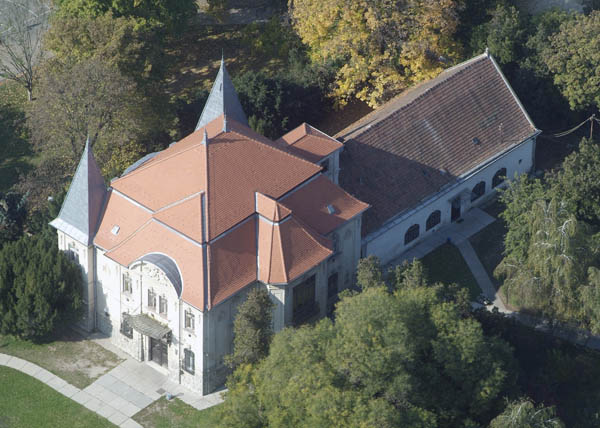

## Население
| Год  | Численность | Численность |
| ---- | ----------- | ----------- |
| 2013 | 15 123      | [ 2 ]       |
| 2014 | 15 216      | [ 3 ]       |
| 2018 | 15 987      | [ 4 ]       |
| 2021 | 16 952      | [ 5 ]       |
| 2022 | 17 565      | [ 6 ]       |
| 2023 | 17 331      | [ 7 ]       |
| 2024 | 17 377      | [ 1 ]       |

## Известные уроженцы и жители
- Тибор Барабаш (1911—1984) — венгерский прозаик и сценарист.
- Гедеон Радаи (1713—1792) — венгерский поэт и государственный деятель.
- Гедеон Радаи (1841—1883) — австро-венгерский военный, политический и государственный деятель
- Зольтан Фюлёп (1907—1975) — венгерский театральный художник, сценограф. Народный артист Венгрии (1965). Лауреат государственной премии Кошута (1951).